# Sluneční soustava

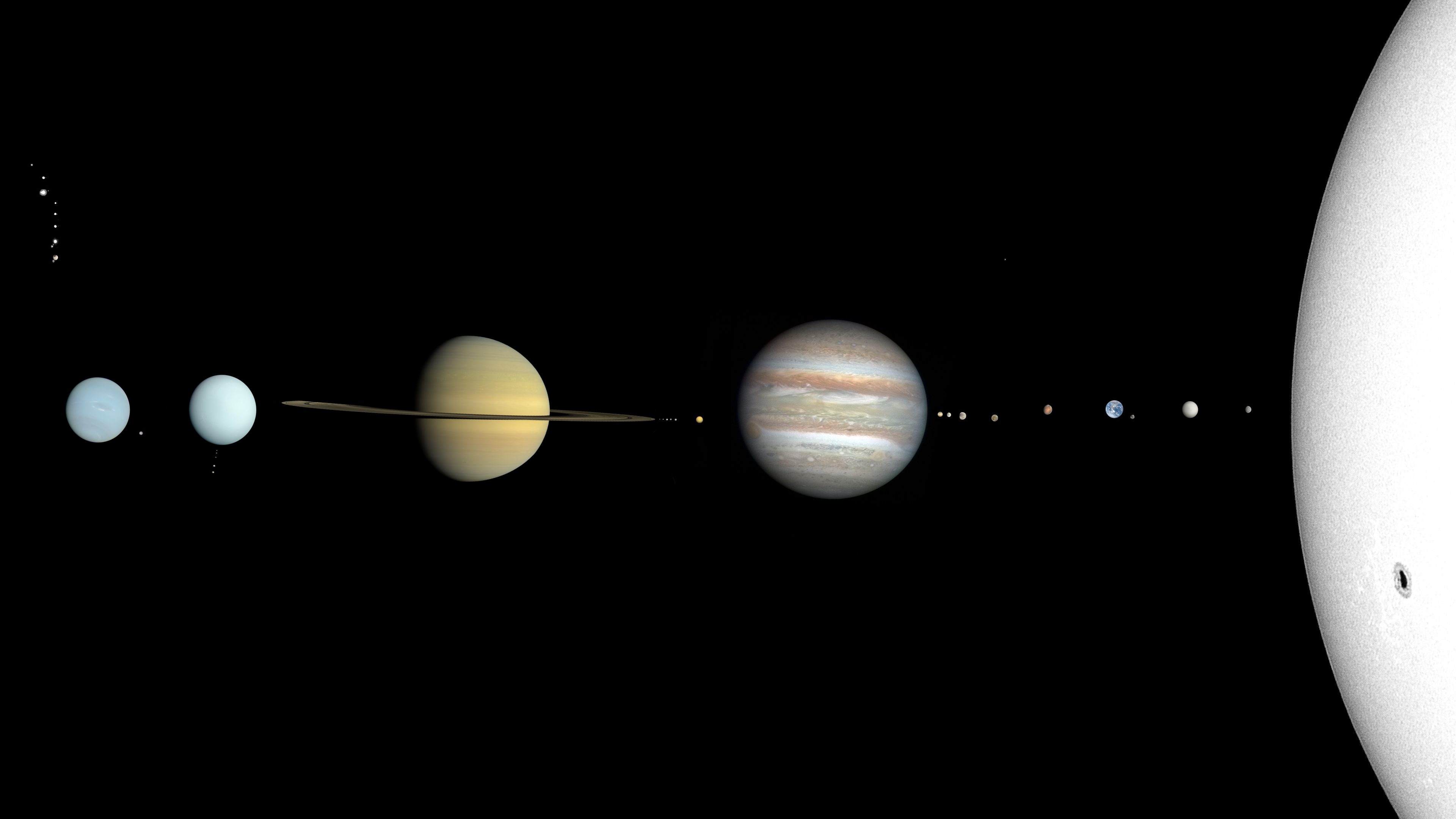
Planety a trpasličí planety Sluneční soustavy. Velikost objektů je v měřítku, vzdálenosti mezi nimi nikoliv

Sluneční soustava je planetární systém hvězdy známé pod názvem Slunce, ve kterém se nachází planeta Země.
Systém tvoří především 8 planet, 5 trpasličích planet, přes 300 měsíců planet (především u Jupiteru, Saturnu, Uranu a Neptunu) a další menší tělesa jako planetky, komety, meteoroidy apod., které jsou soustředěny především v Hlavním pásu uvnitř soustavy a Kuiperově pásu na jejím okraji. Předpokládá se, že Sluneční soustavu ještě obklopuje Oortův oblak.
Sluneční soustava je součástí Galaxie tradičně též nazývané Mléčná dráha. Ta je dále součástí tzv. Místní skupiny galaxií, kam patří galaxie M 31 v Andromedě a přes 30 dalších menších vesmírných objektů. Místní skupina galaxií pak patří do Místní nadkupy galaxií (Supergalaxie).

## Pravopis
Podle Pravidel českého pravopisu by mělo být psáno s malým s, tedy sluneční soustava Česká astronomická společnost však doporučuje psaní s velkým S, tedy Sluneční soustava, protože jde o název konkrétní soustavy s centrální hvězdou Sluncem. Internetová jazyková příručka, kterou spravuje Ústav pro jazyk český toto doporučení ve své aktuální verzi akceptuje.

## Vznik a vývoj
Vědecká hypotéza předpokládá, že Sluneční soustava vznikla před více než 4,6 miliardami let kolapsem části rozsáhlejšího molekulárního mračna, nejspíš jako součást hvězdokupy, pravděpodobně v důsledku výbuchu blízké supernovy. Mračno, které obsahovalo vodík, helium, stopy lithia a malé množství těžších prvků vzniklých ve starších hvězdách a vyvržených do okolí při jejich zániku, se zhroutilo do rotujícího disku. V jeho středu, kde byla soustředěna většina hmoty, vzniklo Slunce. V chladnější části disku, který centrální oblast obklopoval vznikly planety. 

### Zánik

Porovnání rozměru Slunce po jeho přeměně na červeného obra se současným rozměrem

Budoucí vývoj Sluneční soustavy závisí na vývoji Slunce. Slunce má jaderné palivo dostačující ještě na 5, maximálně na 7 miliard let postupného hoření. Po jeho spotřebování se začnou vnější vrstvy Slunce pomalu nafukovat a pohlcovat vnitřní planety Sluneční soustavy. Slunce přejde do dalšího stadia svého vývoje, které nazýváme červený obr. V něm zůstane Slunce přibližně na 35 milionů let stabilní a zatím bude ve svém jádru spalovat helium („odpad“ původních fúzních reakcí) na uhlík a kyslík.
Po vyčerpání zásob hélia však bude rozpínání slunečního povrchu pokračovat, až se nakonec změní na mladou planetární mlhovinu, která pohltí i ty nejvzdálenější části Sluneční soustavy. Z jádra Slunce se stane malá horká a velmi hustá hvězda – bílý trpaslík. Vnější obálky se budou jako planetární mlhovina nadále rozpínat, až se nakonec smíchají s mezihvězdným prostředím a mohou posloužit při vzniku dalších nových hvězd.

## Slunce

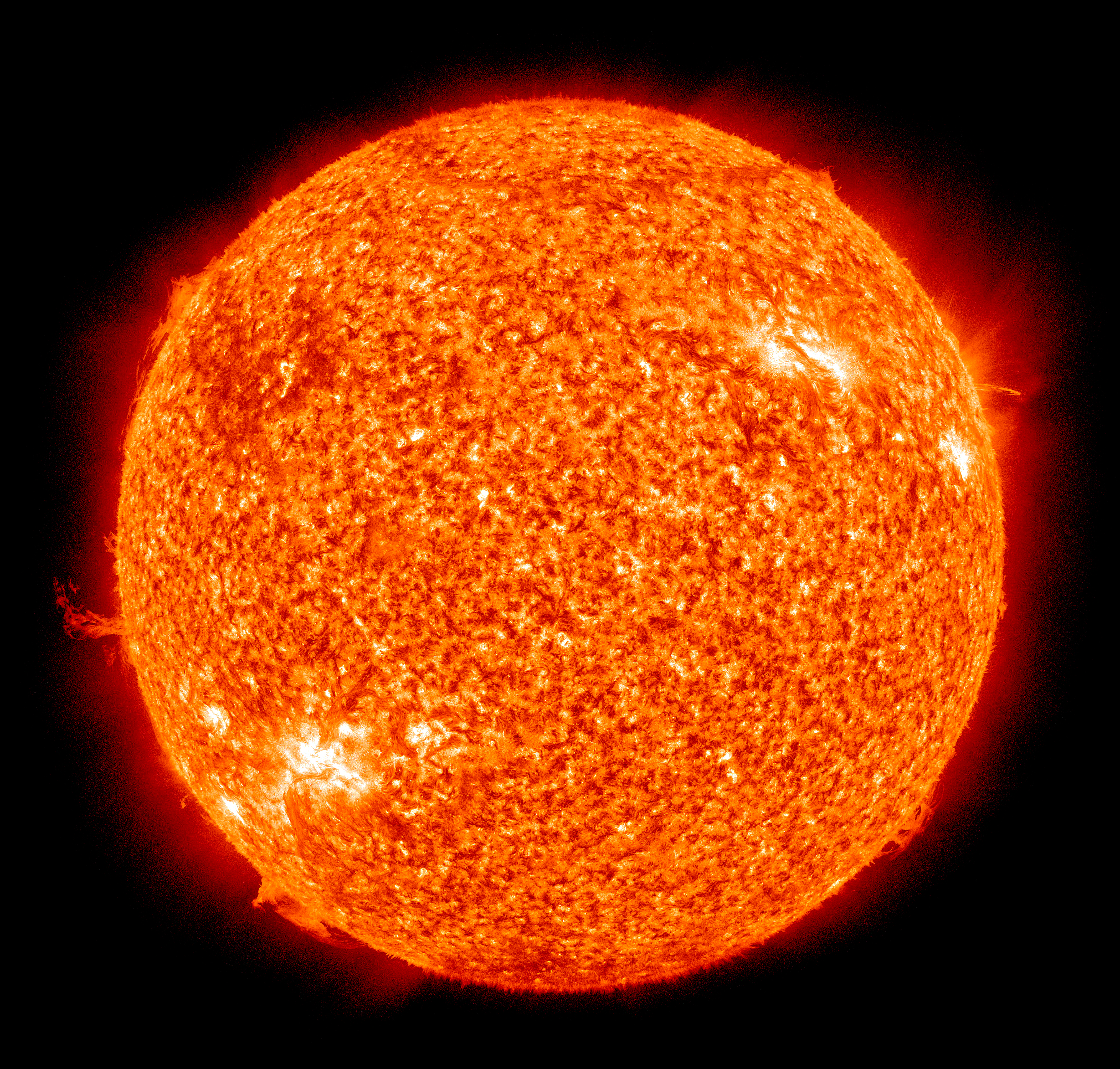
Slunce

Slunce je pomyslným centrálním bodem Sluneční soustavy. Je výrazně nejhmotnějším tělesem celé soustavy, (činí přibližně 99% hmotnosti Sluneční soustavy), což mj. způsobuje, že obíhá v těsné blízkosti jejího těžiště. I tak se toto povětšinou nachází mimo samotné Slunce. Vlivem gravitačních sil úměrných sluneční hmotnosti je k němu celá soustava vázána. Tato hvězda září přibližně 4,5 miliardy let a předpokládá se, že bude zářit cca dalších 7 miliard let. Po vyčerpání většiny vodíku se jádro gravitací smrští a z „popela“ předcházející reakce se stane „palivo“ pro následující, přičemž s prudkým vzrůstem tlaku a teploty se postupně budou „zapalovat“ další reakce doprovázené vznikem těžších prvků – uhlíku, kyslíku, neonu a hořčíku.
Samotná existence soustavy nicméně není bezprostředně vázána na tyto přeměny a tak bude velmi pravděpodobně existovat i po útlumu slunečních termonukleárních reakcí a jeho proměně v rudého obra a následné smrštění se v „bílého trpaslíka“.

## Planety

Pohyb barycentra Sluneční soustavy vzhledem ke Slunci.
Světle oranžová – těleso Slunce
Oranžová – jádro Slunce

Planety ve Sluneční soustavě obíhají po eliptických drahách kolem Slunce, které je ve společném ohnisku oběžných elips. Přesněji řečeno, obíhají kolem barycentra (těžiště) Sluneční soustavy, které je v tělese Slunce nebo jeho blízkosti. Měsíce obíhají kolem planet také po eliptických drahách. Dráhy nejsou dokonale eliptické, protože tělesa sluneční soustavy se vzájemně ovlivňují, navíc je potřeba počítat s relativistickými efekty, především blízko Slunce.
Zhruba 99,866 % celkové hmotnosti Sluneční soustavy tvoří samo Slunce, které svou gravitační silou udržuje soustavu pohromadě. Zbylých 0,133 % připadá na planety a jiná tělesa. Gravitační působení Slunce sahá do vzdálenosti přibližně 2 světelných let, pásmo komet do vzdálenosti přibližně 1000 astronomických jednotek AU, planetární soustava 50 AU. Soustava vznikla asi před 5 miliardami let (různé zdroje uvádějí rozmezí 4,55–5 miliard let).
Planety jsou v pořadí od Slunce Merkur (☿), Venuše (♀), Země (♁), Mars (♂), Jupiter (), Saturn (♄), Uran (♅/) a Neptun (♆).
Prvních pět planet bylo rozlišeno už ve starověku.
Po svém objevení byla mezi planety na čas zařazena i další tělesa (např. Ceres byl považován za planetu do roku 1850). V polovině 19. století tak bylo za planetu považováno 45 těles, poté byl ale jejich počet zredukován na osm. Pluto, objevené  roku 1930, bylo planetou do roku 2006. Tato tělesa však nejsou ve svých zónách dominantními objekty, a tak jsou od roku 2006 označována jako trpasličí planety. K nim se přidal v roce 2005 objekt s provizorním názvem 2003 UB313, od roku 2006 nazývaný Eris, který je pouze nepatrně menší, ale hmotnější než Pluto. Čas od času se objevují úvahy o existenci dalších planet, jako např. v roce 2016 byla některými astronomy předpovězena Devátá planeta. Většinově se ale nepředpokládá, že by případně nově objevené větší těleso mohlo definici planety splňovat.

### Merkur

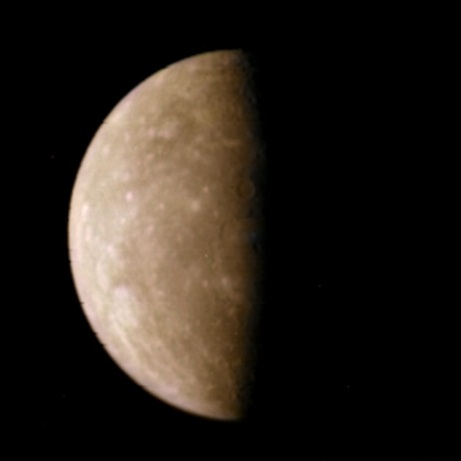
Merkur

Merkur je Slunci nejbližší a současně i nejmenší planetou Sluneční soustavy, která dosahuje pouze o 40 % větší velikosti než pozemský Měsíc a je tak menší než Jupiterův měsíc Ganymed a Saturnův Titan. Jeho oběžná dráha je ze všech planet nejblíže ke Slunci a jeden oběh kolem Slunce trvá pouze 87,969 dne. Dráha Merkuru má největší výstřednost dráhy ze všech planet Sluneční soustavy a nejmenší sklon rotační osy. Během dvou oběhů kolem Slunce dojde ke třem otočením kolem rotační osy. Perihélium jeho dráhy se stáčí ke Slunci o 43 vteřin za století; fenomén, který ve 20. století vysvětlil Albert Einstein obecnou teorií relativity. Při pohledu ze Země dosahuje Merkur jasnosti mezi −2,0 až 5,5m, takže je viditelný i pouhým okem, ale jelikož se nevzdaluje od Slunce nikdy dále než na 28,3°, je velice těžko pozorovatelný. Nejlepší podmínky tak nastávají při soumraku či úsvitu než vyjde Slunce nad horizont.
Pozorování planety pozemskými teleskopy je složité kvůli blízkosti Slunce. Detailnější znalosti přinesla až dvojice sond, která kolem planety prolétla. První sondou u Merkuru byla americká sonda Mariner 10 v 70. letech, která nasnímala přibližně 45 % povrchu. V roce 2008 dorazila k planetě další sonda MESSENGER, která provedla tři průlety kolem Merkuru a v roce 2011 byla navedena na oběžnou dráhu kolem planety. Po vyčerpání veškerého paliva ukončila svou misi plánovaným pádem na povrch Merkuru dne 30. dubna 2015. Snímky z těchto dvou sond umožnily prozkoumat povrch planety, ten silně připomíná měsíční krajinu plnou impaktních kráterů, nízkých pohoří a lávových planin. Vlivem neustálých dopadů těles všech velikostí na povrch Merkuru je většina povrchu erodována drobnými krátery. Povrch je nejspíše vlivem smršťování planety rozpraskán množstvím útesových zlomů dosahujících výšky několika kilometrů a délky stovek kilometrů. Současně je povrch neustále bombardován fotony i slunečním větrem – proudem nabitých částic směřujících vysokou rychlostí od Slunce. Nepřítomnost atmosféry je příčinou velkých rozdílů teplot mezi osvětlenou a neosvětlenou polokoulí. Rozdíly dosahují hodnot téměř 700 °C. Na polokouli přivrácené ke Slunci může teplota vystoupit na téměř 430 °C. Na polokouli odvrácené panuje mráz až −180 °C.

### Venuše

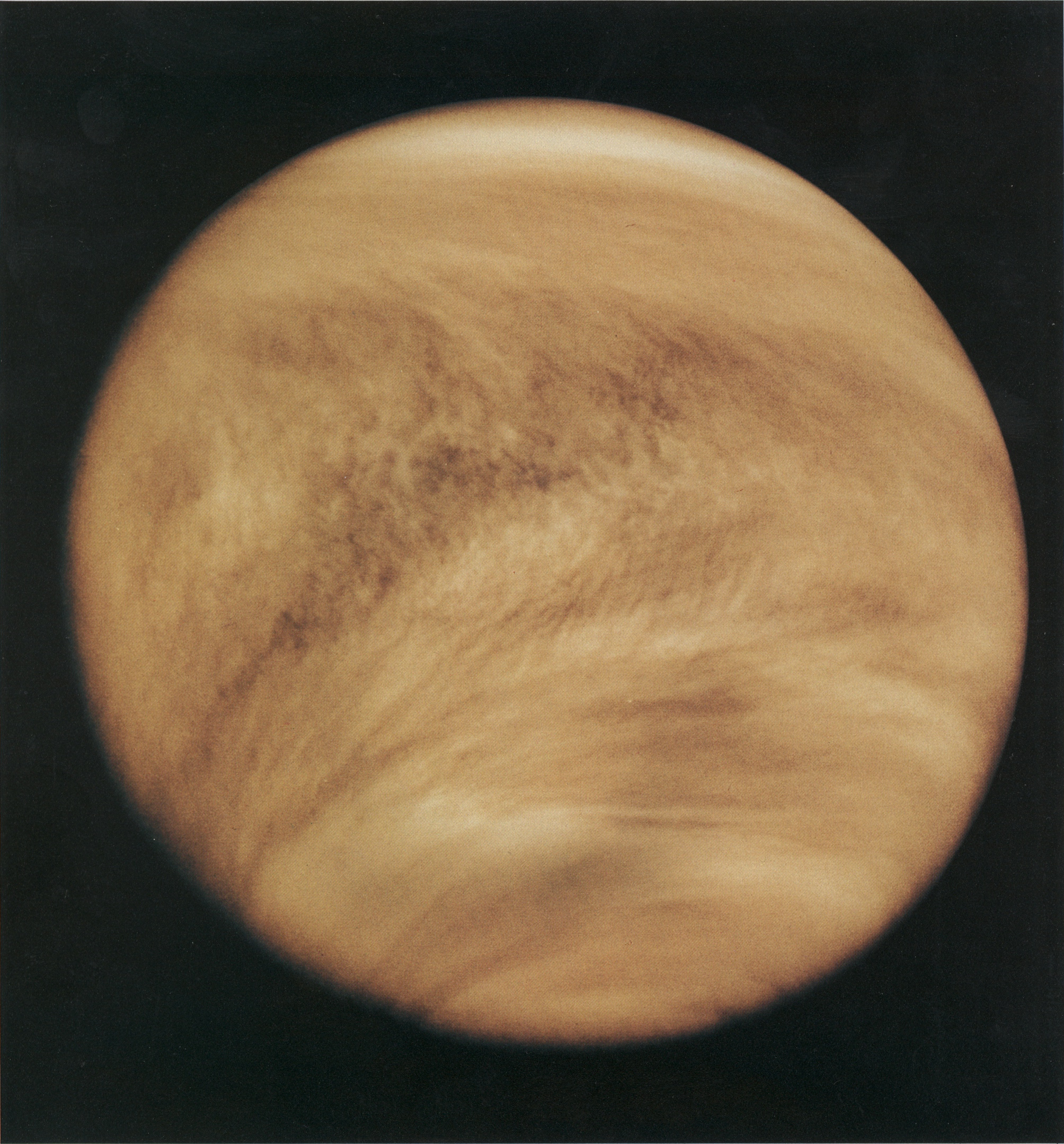
Venuše

Venuše je druhá planeta od Slunce ve Sluneční soustavě. Je pojmenovaná po římské bohyni lásky a krásy Venuši. Jedná se o jedinou planetu Sluneční soustavy, která je pojmenována po ženě. Venuše je terestrická planeta, co do velikosti a hrubé skladby velmi podobná Zemi; někdy se proto nazývá „sesterskou planetou“ Země. Ačkoliv orbity všech ostatních planet jsou elipsami, orbita Venuše je jediná téměř kružnicí, se Sluncem pouze o 0,7 % mimo skutečný střed Venušiny oběžné dráhy. Okolo Slunce oběhne jednou za 224,7 pozemského dne. Protože je Venuše ke Slunci blíže než Země, je na obloze vždy zhruba ve stejné vzdálenosti od Slunce (největší elongace je 47,8°) a lze ji ze Země vidět jen před svítáním nebo po soumraku, kdy je i nejjasnější. Proto je Venuše někdy označována jako „jitřenka“ či „večernice“ a pokud se objeví, jde o zdaleka nejsilnější bodový zdroj světla na obloze po Slunci a Měsíci o magnitudě −4,6. Výjimečně lze Venuši pouhým okem spatřit i ve dne.
Venuše je zcela zakryta vrstvou husté oblačnosti, která nedovoluje spatřit její povrch v oblasti viditelného světla. To zapříčinilo velkou řadu spekulací o jejím povrchu, které přetrvávaly až do 20. století, kdy byl její povrch prozkoumán pomocí přistávacích modulů a radarového mapování povrchu. Venuše má nejhustější atmosféru ze všech terestrických planet, která je tvořena převážně z oxidu uhličitého. Pro absenci uhlíkového cyklu ve formě navázání do hornin či na biomasu z atmosféry docházelo k jeho enormnímu nárůstu až do současné podoby. Vznikl tak silný skleníkový jev, který ohřál planetu na teploty znemožňující výskyt kapalné vody na jejím povrchu a učinil z Venuše suchý a prašný svět. Existují teorie, že Venuše měla dříve podobně jako Země oceány kapalné vody. Voda se vlivem narůstající teploty vypařila a následně se pro absenci magnetického pole vodní molekuly střetly s částicemi slunečního větru, což vedlo k jejich rozpadu na kyslík a vodík a úniku volných částic z atmosféry. V současnosti dosahuje tlak na povrchu Venuše přibližně 92násobku tlaku na Zemi.
Venuše byla známa již starým Babyloňanům kolem roku 1600 př. n. l. a pravděpodobně byla pozorována dlouho předtím v prehistorických dobách díky své jasné viditelnosti. Jejím symbolem je stylizované znázornění bohyně Venuše držící zrcadlo: kruh s malým křížem pod ním (v Unicode: ♀). V rámci sovětského programu Veněra, který probíhal v letech 1961–1983 bylo k Venuši vypuštěno 16 sond. První mapa povrchu mohla být zhotovena teprve v 90. letech 20. století v rámci projektu Magellan. Tyto snímky přinesly poznatky o silné sopečné aktivitě na povrchu Venuše, což spolu s přítomností síry v atmosféře vedlo k domněnkám, že se na Venuši nachází aktivní vulkanismus i v současnosti. Při průzkumu snímků ale nebyly nalezeny žádné doklady lávových proudů, které by pocházely z nedávné doby. Na povrchu bylo překvapivě pozorováno jen malé množství impaktních kráterů naznačující, že celý povrch je relativně mladý o stáří přibližně půl miliardy let.

### Země

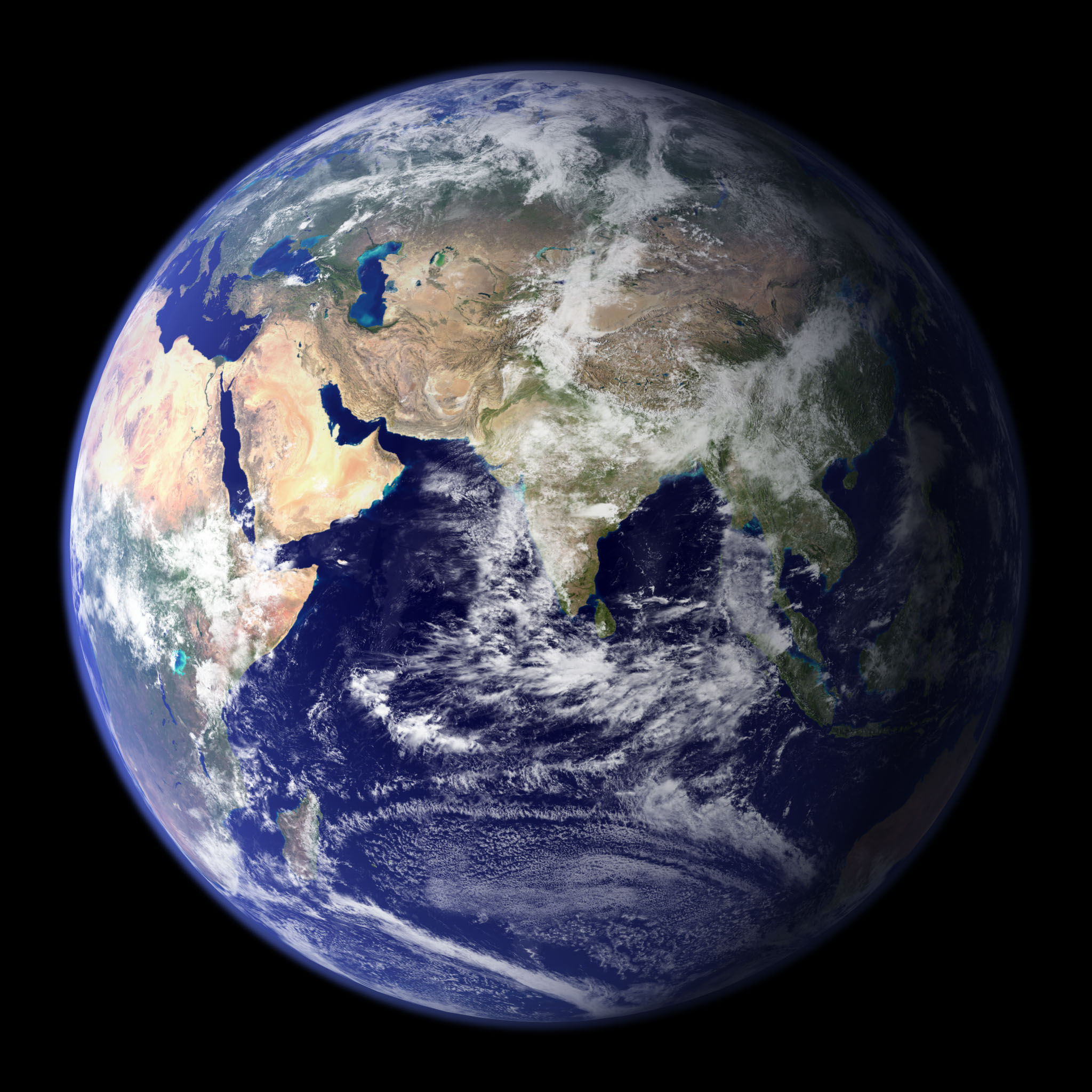
Země

Země je třetí planeta Sluneční soustavy, zároveň největší terestrická planeta v soustavě a jediné planetární těleso, na němž je dle současných vědeckých poznatků potvrzen život. Země nejspíše vznikla před 4,6 miliardami let a krátce po svém vzniku získala svůj jediný přirozený satelit – Měsíc. Země obíhá kolem Slunce po téměř kružnicové dráze s velmi malou excentricitou. Země jako domovský svět lidstva má mnoho názvů v závislosti na národu, mezi nejznámější patří název latinského původu Terra, Tellus či řecký název Gaia.
Země je dynamickou planetou, která se skládá z jednotlivých zemských sfér. Jedná se o nedokonalou kouli s poloměrem 6378 km, uprostřed se nachází malé pevné jadérko obklopené polotekutým vnějším jádrem, dále pak pláštěm a zemskou kůrou, která se dělí na oceánskou a kontinentální. Zemská kůra je tvořena litosférickými deskami, které jsou v neustálém pohybu vlivem procesu nazývaného desková tektonika. Na povrchu Země se vyskytuje hydrosféra v podobě souvislého oceánu kapalné vody, který zabírá přibližně 71 % zemského povrchu. Na velmi úzkém pásu rozhraní mezi litosférou a atmosférou se nachází biosféra, živý obal Země, který je tvořen živými organismy. Jeho činností došlo k přeměně části litosféry na půdní obal Země tzv. pedosféru. Celou planetu obklopuje hustá atmosféra tvořená převážně dusíkem a kyslíkem vytvářející směs obvykle nazývanou jako vzduch.
Její astronomický symbol sestává z kříže v kruhu, reprezentujícího poledník a rovník; v jiných variantách je kříž vysunut nad kruh (Unicode: ⊕ nebo ♁). Kromě slov odvozených od Terra, jako je terestrický, obsahují pojmy vztahující se k Zemi také prefix telur- nebo tellur- (např. telurický, tellurit podle bohyně Tellūs) a geo- (např. geocentrický model, geologie). Země je domovským světem lidstva, které je na Zemi rozděleno na přibližně 200 nezávislých států, které jsou spolu ve vzájemném působení skrze diplomacii, cestování a obchod.

### Mars

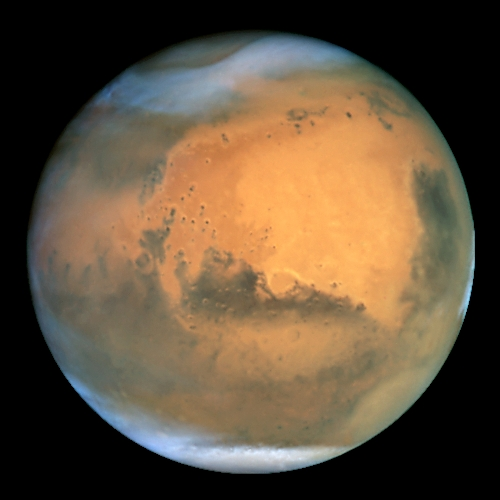
Mars

Mars je čtvrtá planeta sluneční soustavy, druhá nejmenší planeta soustavy po Merkuru. Je pojmenována po římském bohu války Martovi. Jedná se o planetu terestrického typu, tj. má pevný horninový povrch pokrytý impaktními krátery, vysokými sopkami, hlubokými kaňony a dalšími útvary. Má dva malé měsíce nepravidelného tvaru pojmenované Phobos a Deimos.
V období, kdy je Mars v opozici ke Slunci a Země se tak nachází mezi těmito dvěma tělesy, je Mars pozorovatelný na obloze po celou noc. Spolehlivé informace o prvních pozorováních Marsu jako planety neexistují, ale je pravděpodobné, že k nim došlo mezi lety 3000 až 4000 př. n. l. Všechny starověké civilizace, Egypťané, Babylóňané a Řekové, znaly tuto „putující hvězdu“ a měly pro ni svá pojmenování. Kvůli jejímu načervenalému nádechu, způsobenému červenou barvou zoxidované půdy na jejím povrchu, považovaly staré národy Mars většinou za symbol ohně, krve a zániku.
Detailní zkoumání planety umožnilo od 60. let 20. století takřka 20 úspěšných automatických sond. V současné době jsou na oběžné dráze kolem Marsu tři funkční sondy (Mars Odyssey, Mars Express a Mars Reconnaissance Orbiter) a na povrchu planety se pohybují dvě vozítka, Curiosity a Perseverance, která poskytují data, jež umožňují zmapovat větší část povrchu, definovat základní historická období či porozumět základním jevům odehrávajícím se na planetě.

### Jupiter

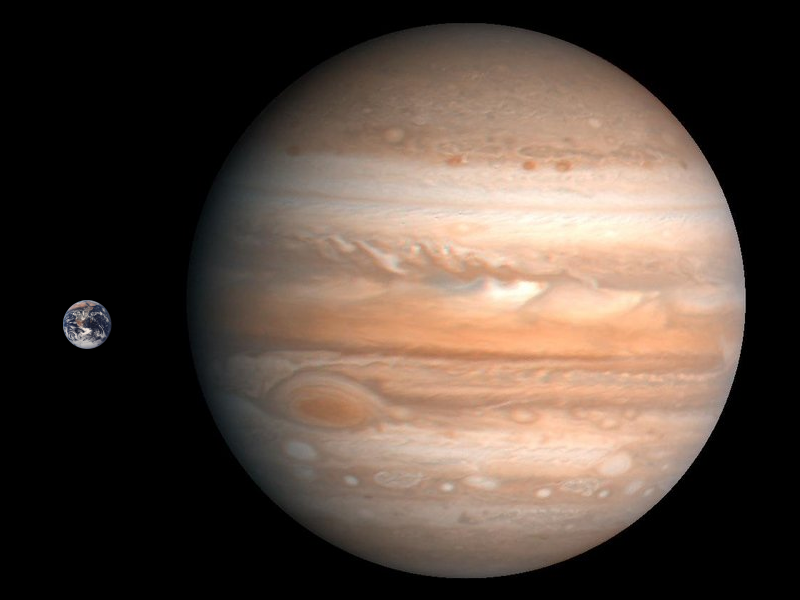
Jupiter:Země

Jupiter je největší planeta sluneční soustavy, v pořadí pátá od Slunce. Sluneční soustava je někdy popisována jako dvojsystém skládající se ze Slunce a Jupiteru jako hlavních dvou členů a dalších menších těles. Jupiter, Saturn, Uran, a Neptun jsou označovány jako plynní obři, či planety jupiterského typu. Jupiter má hmotnost přibližně jedné tisíciny Slunce, což je okolo dva a půl krát více než všechny ostatní planety sluneční soustavy dohromady. Planeta je pojmenována po římském bohu Jovovi (v 1. pádě Jupiter). Symbolem planety je stylizované znázornění božského blesku (v Unicode: ♃). Jupiter byl pozorován již od pradávna, při pohledu ze Země má Jupiter magnitudu −2,8, což z něj činí třetí nejjasnější objekt na noční obloze po Měsíci a Venuši (v některých případech se před Jupiter v jasnosti dostane Mars, když je v ideální pozici během svého oběhu vůči Zemi).
Okolo planety se nacházejí slabé prstence, které jsou ze Země špatně viditelné. Současně ho obklopuje silný radiační pás. Při pohledu z okolního vesmíru jsou viditelné horní vrstvy atmosféry rozčleněny v závislosti na planetární šířce do různě barevných pruhů a skvrn, které jsou atmosférickými bouřemi. Nejznámější takovouto bouří je Velká rudá skvrna, která je známá minimálně od 17. století. Dosud není přesně známo, jaké vrstvy planetu tvoří, jelikož současné technické prostředky neumožňují její průzkum do větší hloubky. Předpokládá se, že Jupiter je složen převážně z vodíku, hélia a organických sloučenin. Je možné, že planeta má tvrdé kamenné jádro tvořené těžšími prvky.
Jupiter byl prozkoumán několika automatickými sondami, nejčastěji na začátku programu Pioneer a programu Voyager, kdy všechny tyto sondy kolem planety proletěly. Později k Jupiteru zamířila sonda Galileo, která kolem planety po necelých osm let obíhala. Nejnovější data pocházejí ze sondy New Horizons, která v únoru 2007 použila planetu pro zvýšení rychlosti na své cestě k Plutu. V současnosti se plánují další mise do soustavy Jupiteru, které by měly za cíl prozkoumat převážně hypotetické oceány pod ledovou kůrou jeho měsíce Europy. Jupiter má nejméně 63 měsíců. První z nich objevil v roce 1610 Galileo Galilei a nezávisle na něm pravděpodobně i Simon Marius. Jde o čtyři velké měsíce Io, Europu, Ganymed a Callisto (nyní známé jako Galileovy měsíce), u jejichž nebeského pohybu bylo zřetelné, že jeho centrem není Země. Tato skutečnost byla hlavním bodem obhajoby Koperníkovy heliocentrické teorie o pohybu planet; Galileiho vyhlášení podpory Koperníkově teorii jej dostalo do problémů s inkvizicí.

### Saturn

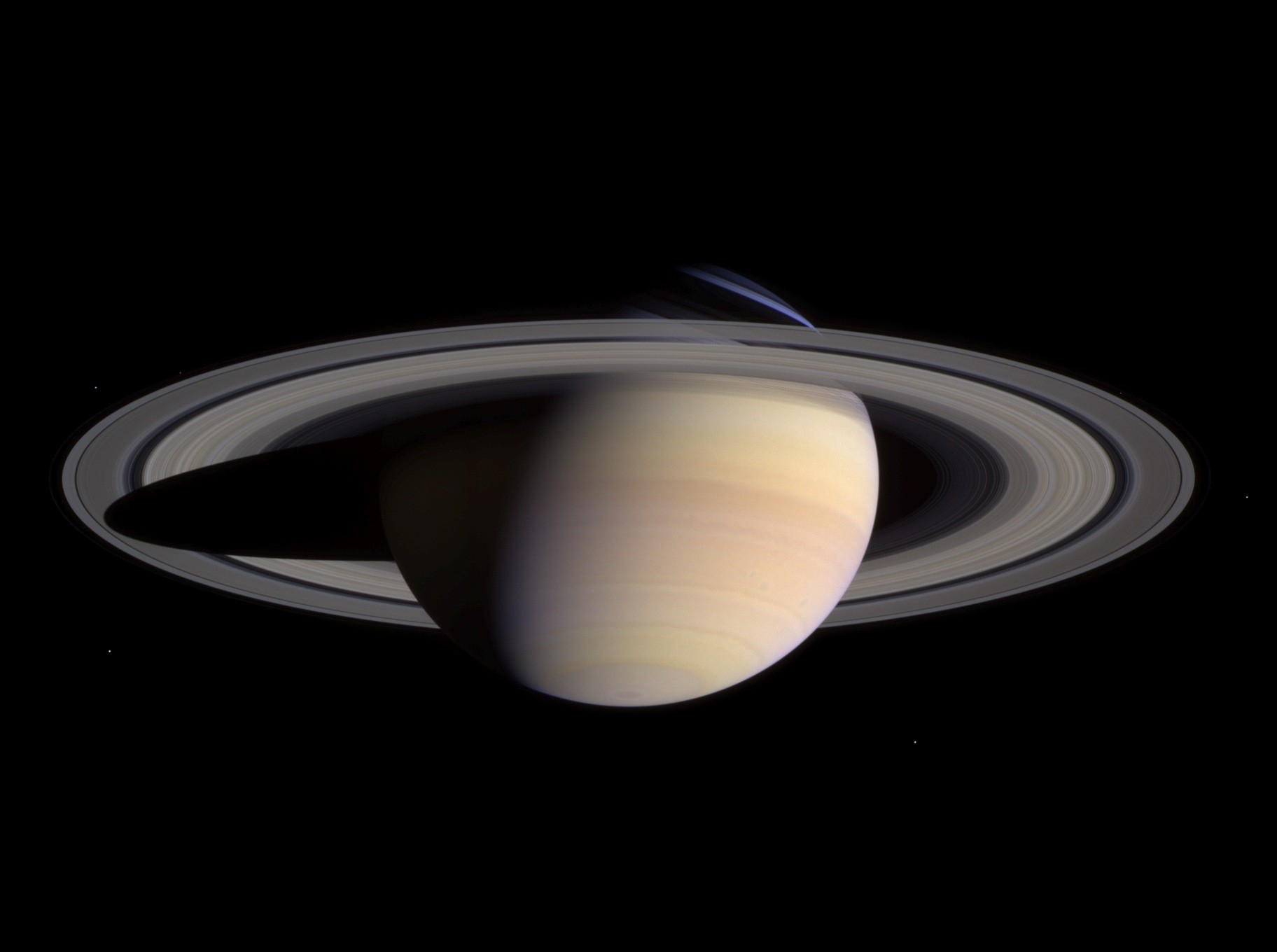
Saturn

Saturn je šestá, po Jupiteru druhá největší planeta sluneční soustavy. Planeta byla pozorována již starověkými astronomy a byla pojmenována po římském bohu Saturnovi, který byl obdobou řeckého boha Krona. Astronomický symbol pro Saturn je ♄.
Saturn patří mezi velké plynné obry, pro které je typické, že nemají pevný povrch, ale pouze hustou atmosféru, která postupně přechází do pláště. Atmosféra je tvořena převážně lehkými plyny, a to hlavně vodíkem, který tvoří 96,3 % jejího objemu. Při pozorování Saturnu z dálky je planeta světle žlutá, což způsobuje vrstva mraků s nejasnými pásy různých barevných odstínů, které jsou přibližně rovnoběžné s rovníkem planety. Teplota v horní oblačné vrstvě atmosféry dosahuje −140 °C. Objem planety je 764krát větší než objem Země, má však ze všech planet nejmenší hustotu, která dosahuje pouze 0,6873 g/cm3. Jedná se o jedinou planetu ve sluneční soustavě, která má menší střední hustotu než voda. Saturn je znám svou mohutnou soustavou planetárních prstenců, které jsou viditelné ze Země i malým dalekohledem. Vedle prstenců, které se značí velkými písmeny latinské abecedy, obíhá kolem planety také početná rodina měsíců, jichž je roku 2008 známo 60. Největší z nich je Titan, který má jako jediný měsíc ve sluneční soustavě hustou atmosféru.
Jeden oběh okolo Slunce vykoná Saturn za 29,46 pozemského roku. Na noční obloze je snadno pozorovatelný pouhým okem jako nažloutlý neblikavý objekt, jasností srovnatelný s nejjasnějšími hvězdami. Od ekliptiky se nikdy nevzdálí na větší úhlovou vzdálenost než 2,5°. Přechod jedním znamením zvěrokruhu trvá více než 2 roky.

### Uran

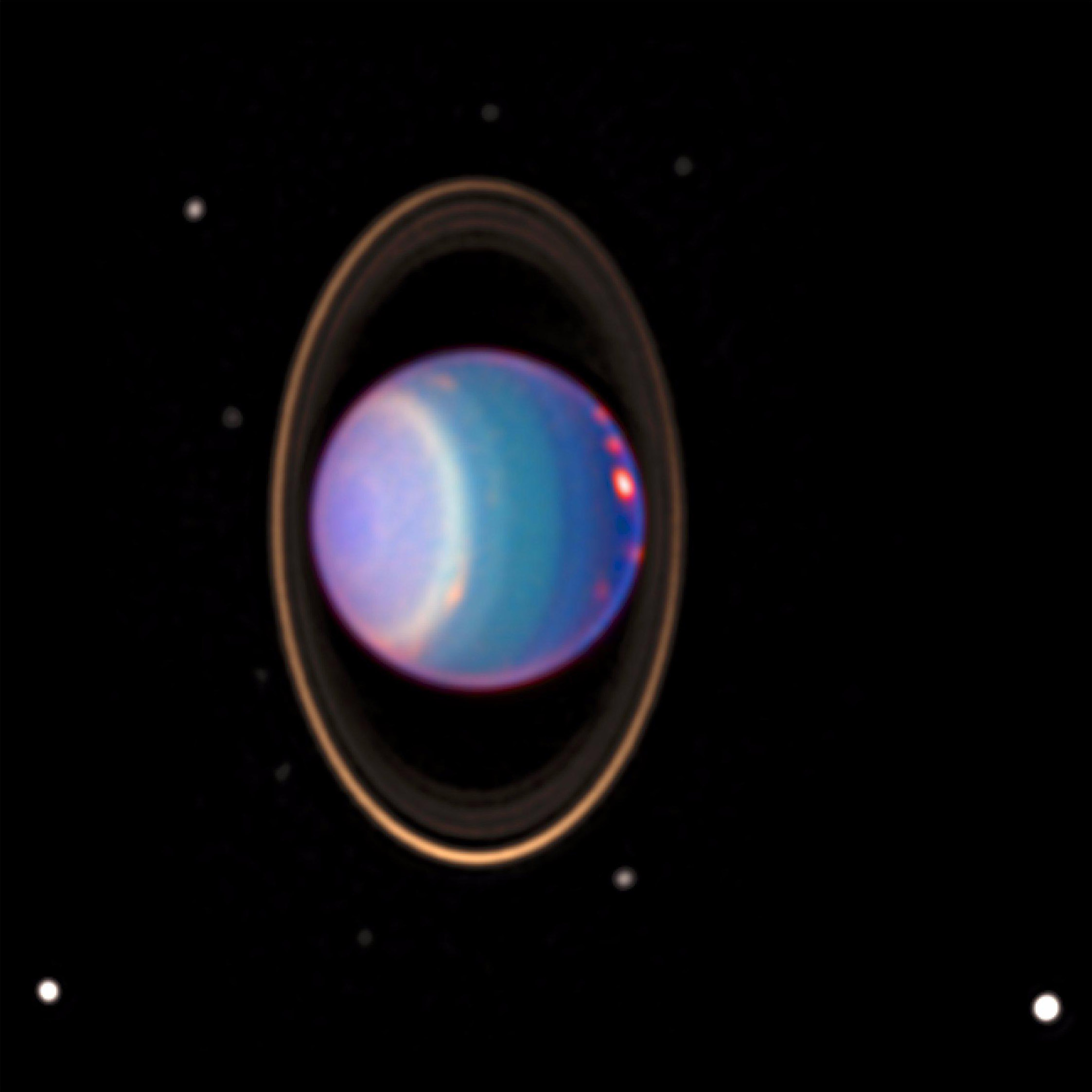
Uran

Uran je sedmá planeta od Slunce, třetí největší a čtvrtá nejhmotnější planeta ve sluneční soustavě. Řadí se mezi plynné obry a společně s Neptunem i mezi tzv. ledové obry. Jméno má po řeckém bohu Úranovi, bohu nebes. Symboly planety Uran jsou znak ♅ (užívaný v astrologii) nebo  (užívaný v astronomii). I přes to, že je možné Uran za příznivých podmínek pozorovat pouhým okem na noční obloze, nebyl antickými astronomy rozpoznán jako planeta, ale byl považován za hvězdu kvůli malé rychlosti a slabé záři. Objev Uranu ohlásil William Herschel 13. března 1781, čímž poprvé v moderní době posunul známé hranice sluneční soustavy.
Chemickým složením se Uran podobá Neptunu. Obě planety mají rozdílné zastoupení plynů oproti Jupiteru či Saturnu. Přesto je atmosféra Uranu složením podobná atmosféře Jupiteru či Saturnu. Tvoří ji převážně plynné formy vodíku a helia, ale obsahuje i výrazný podíl vody, čpavku či metanu se stopami uhlovodíků. Atmosféra Uranu je nejchladnější atmosférou ve sluneční soustavě, minimální teploty se pohybují okolo 49 K. Její struktura je vrstevnatá: v nejnižších patrech se nacházejí mraky vody, ve svrchních patrech mraky tvořené především metanem. Sama planeta je nejspíše složena především z ledu a kamene.
Podobně jako další plynné planety má i Uran planetární prstence, magnetosféru a obíhá ho řada měsíců. Zvláštností Uranu je sklon jeho rotační osy: osa leží téměř v rovině, ve které planeta obíhá. Severní a jižní pól se proto nacházejí v oblastech, jež jsou u jiných planet charakteristické pro rovník. Při pohledu ze Země se proto občas stane, že se prstence Uranu jeví jako terč s Uranem ve středu.
Když v roce 1986 kolem Uranu proletěla sonda Voyager 2, nepozorovala v atmosféře planety žádné větší množství mračen a bouřkových systémů, což je typické pro jiné plynné obry. Pozemská pozorování však přinesla náznaky sezónních změn počasí, s čímž souvisí i větry vanoucí v atmosféře. Ty mohou dosahovat rychlosti až 900 km/h.

### Neptun

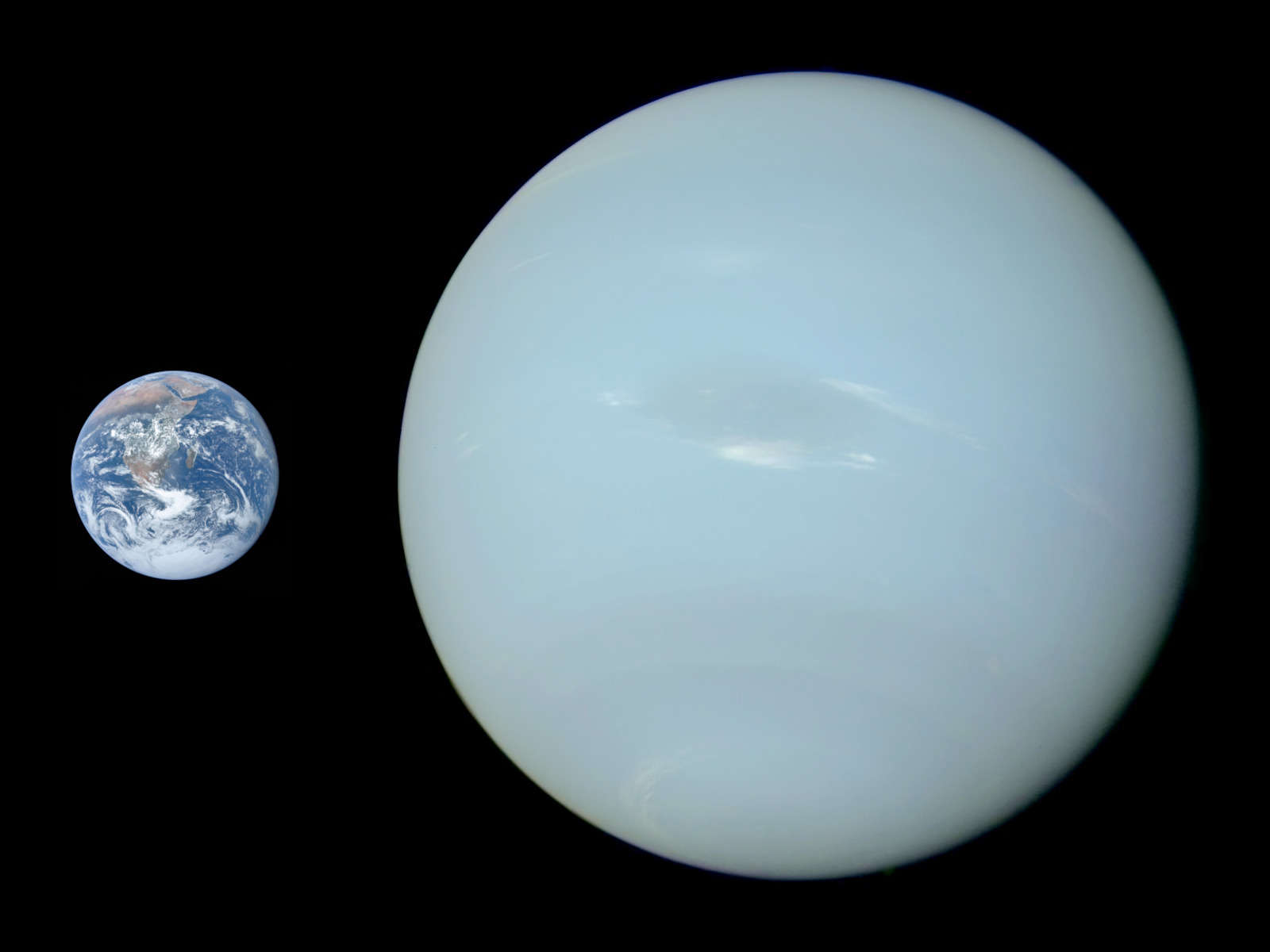
Neptun (v porovnání se Zemí)

Neptun je osmá a od Slunce nejvzdálenější planeta sluneční soustavy a řadí se mezi představitele plynných obrů. S rovníkovým průměrem okolo 50 000 km spadá mezi menší plynné obry sluneční soustavy. Podobně jako u ostatních plynných obrů je možno přímo pozorovat pouze svrchní vrstvy atmosféry, ve kterých je vidět několik velkých temných skvrn připomínajících skvrny v atmosféře Jupiteru. Neptun má charakteristicky modrou barvu, která je zapříčiněna množstvím metanu v atmosféře.
Planeta Neptun je značně podobná Uranu, obě planety mají rozdílné složení než další plynní obři sluneční soustavy Jupiter a Saturn. Uran a Neptun jsou proto někdy vyčleňováni do zvláštní kategorie jako tzv. „ledoví obři“. Atmosféra Neptunu je složena převážně z vodíku a helia s větším podílem vody, čpavku a metanu. Vnitřní stavba planety je spíše kamenitá a obohacená navíc vodním ledem.
Planeta byla objevena v roce 1846 Johannem Gallem a studentem astronomie Louisem d’Arrestem jako vůbec jediná na základě matematických výpočtů gravitačních odchylek okolních těles. Následně planeta dostala své jméno podle starořímského boha moří Neptuna.

## Trpasličí planety
Trpasličí planety jsou menší objekty podobné planetám, na rozdíl od planet však nemají dostatečnou hmotnost, aby pročistily své okolí a staly se v dané zóně dominantními tělesy. Od měsíců se liší tím, že obíhají přímo kolem Slunce a nikoliv kolem jiných těles, od běžných planetek zase tím, že mají dostatečnou hmotnost, aby jejich gravitace překonala vnitřní síly a dosáhly hydrostatické rovnováhy.

Do této kategorie spadá jedno těleso nacházející se v Hlavním pásu mezi Marsem a Jupiterem, a tím je Ceres. Ostatní trpasličí planety obíhají za drahou Neptunu, a spadají tedy do kategorie transneptunických těles – tyto trpasličí planety se nazývají plutoidy. Plutoidy Pluto, Haumea a Makemake obíhají v relativně bližším Kuiperově pásu, zatímco Eris patří mezi tělesa s výstřednější drahou, obíhající v Rozptýleném disku. Předpokládá se, že v oblasti za drahou Neptunu bude docházet k objevu dalších trpasličích planet, a také již některé dosud objevené planetky mohou být časem oficiálně zařazeny mezi trpasličí planety, pokud se prokáže, že mají dostatečnou gravitaci k tomu, aby dosáhly hydrostatické rovnováhy. 

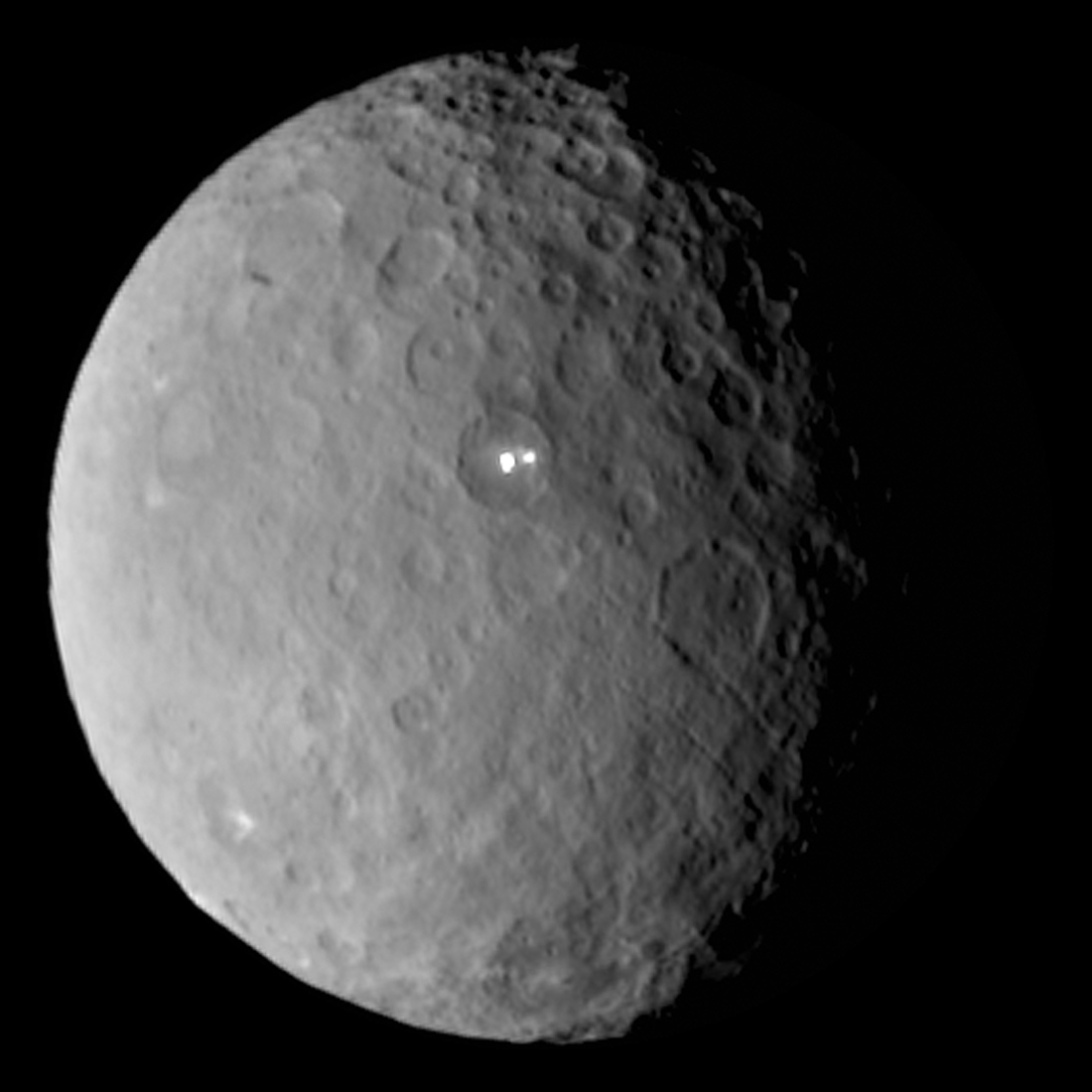
Trpasličí planeta Ceres

### Ceres
Ceres je nejmenší a zároveň Slunci nejbližší trpasličí planeta. Jako jediná z nich obíhá Slunce v Hlavním pásu planetek mezi Marsem a Jupiterem. Rovníkový průměr činí 975 km. V Hlavním pásu je největším objektem a představuje skoro 30 % hmotnosti celého Hlavního pásu. Ceres byla objevena italským matematikem Giuseppem Piazzim 1. ledna 1801 a pojmenována je po římské bohyni úrody Cereře. Po svém objevení byla až zhruba do poloviny 19. století považována za planetu a později, po objevu řady dalších těles v Hlavním pásu, byla považována za planetku. Jako trpasličí planeta je klasifikována od roku 2006.

### Pluto

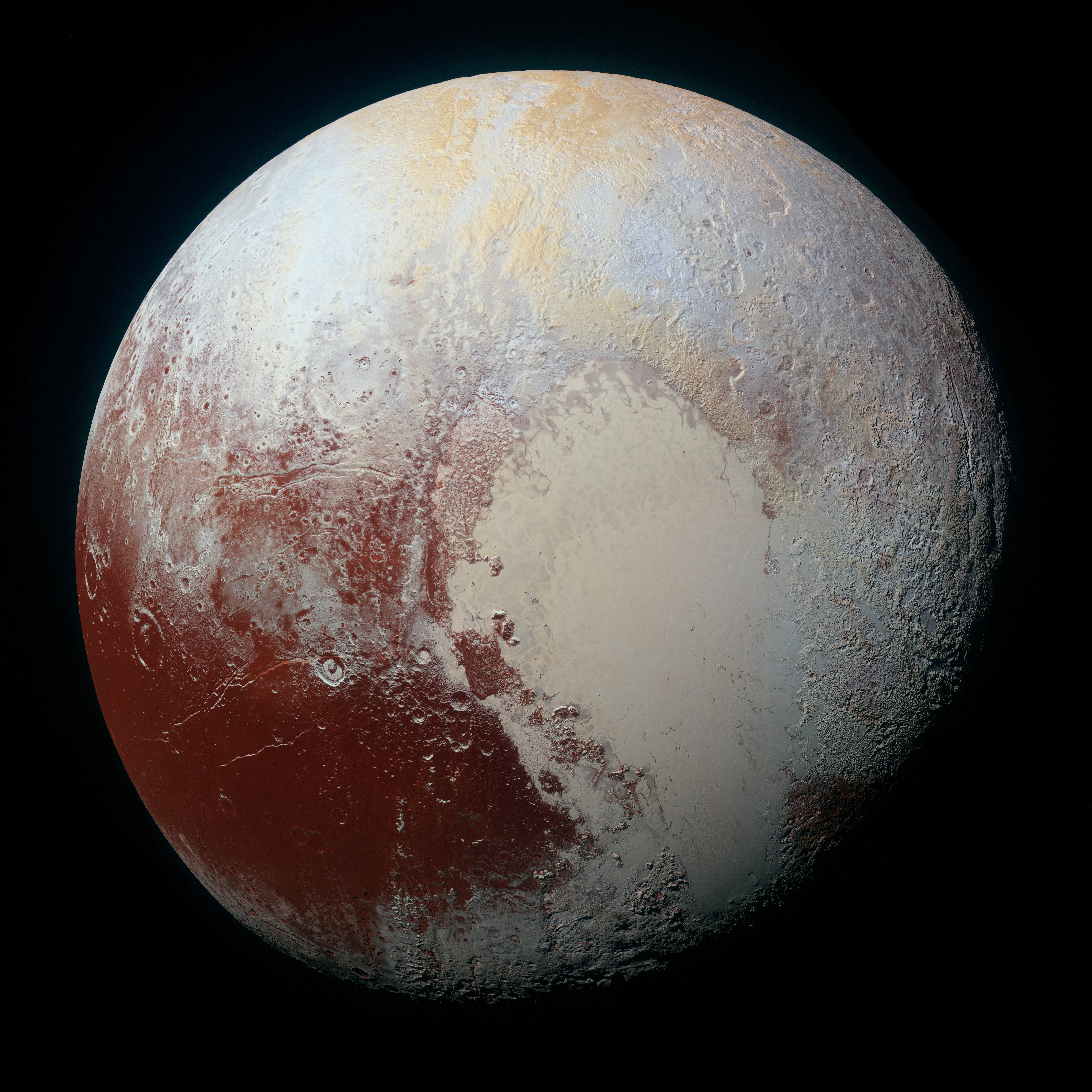
Trpasličí planeta Pluto

Pluto je největší a druhou nejhmotnější trpasličí planetou, po Ceresu také druhou nejbližší Slunci. Nachází se v Kuiperově pásu. Objeven byl roku 1930 americkým astronomem Clydem Tombaughem jako výsledek programu hledání „planety X“ způsobující svou gravitací poruchy dráhy Neptunu a byl pojmenován po řecko-římském bohu podsvětí Plutonovi. Zařazen byl mezi planety jako devátá planeta v pořadí i proto, že objevitelem byla jeho hmotnost odhadovaná na hodnotu podobnou hmotnosti Země; Lowellův předobjevový odhad byl dokonce sedminásobný. Odhady se poté průběžně zmenšovaly, skutečná hmotnost je téměř 500× menší než hmotnost Země a i dráha se od planet nemálo liší. Roku 2006 byla změněna definice planety a Pluto byl přeřazen mezi trpasličí planety. Podobně jako i další objekty Kuiperova pásu se skládá především z kamenných materiálů a ledu. Pluto má pět známých měsíců. O největším z nich, Charonu, se někdy hovoří jako o součásti trpasličí dvojplanety Pluto-Charon, neboť společné barycentrum této soustavy se nachází vně Pluta – tento status však není oficiálně schválen Mezinárodní astronomickou unií. Dále má Pluto menší měsíce nazvané Nix, Hydra, Kerberos a Styx. Rovníkový průměr Pluta činí 2 370 km.

### Haumea

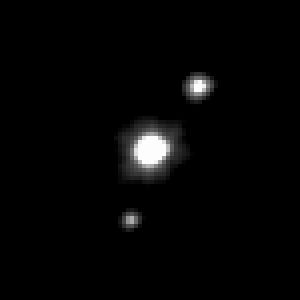
Haumea a její měsíce

Haumea je trpasličí planeta nacházející se v Kuiperově pásu. Byla objevena roku 2004 týmem vedeným Michaelem Brownem a roku 2005 týmem vedeným José Ortizem a pojmenována podle havajské bohyně plodnosti Houmee. Objev provázely spory o prvenství mezi oběma týmy. Haumea má extrémně protáhlý tvar a obíhají kolem ní dva její měsíce Hi'iaka a Namaka.

### Makemake

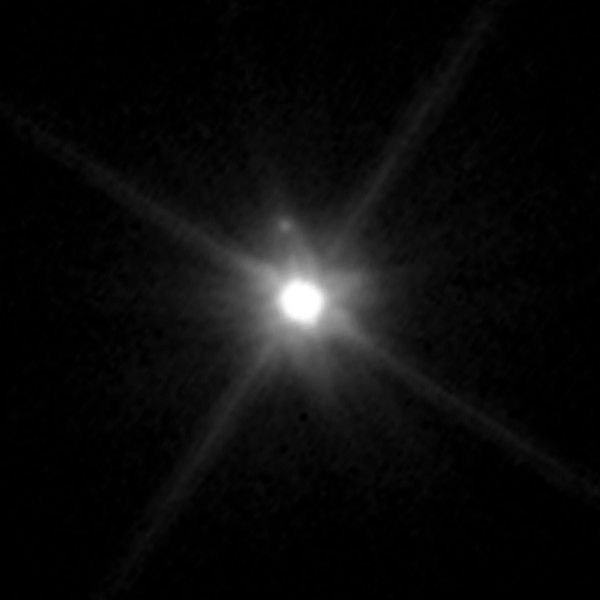
Trpasličí planety Makemake

Makemake je trpasličí planeta nacházející se v Kuiperově pásu. Byl objeven 31. března 2005, formálně klasifikován jako plutoid byl dne 11. července 2008 a pojmenován je po Makemakem, polynéském bohu stvořiteli, uctívaném na Velikonočním ostrově. Makemake je relativně jasný, po Plutu jde o nejjasnější transneptunické těleso. Má jeden měsíc předběžně nazvaný S/2015 (136472) 1.

### Eris

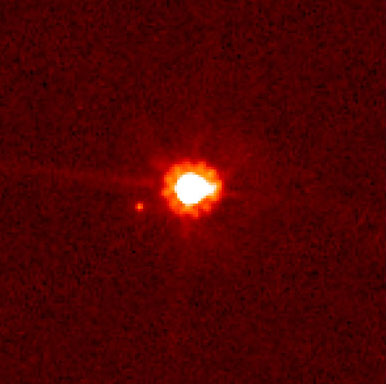
Trpasličí planeta Eris

Eris je druhá největší a zároveň nejhmotnější trpasličí planeta. Jako zatím jediná oficiálně uznaná trpasličí planeta obíhá v Rozptýleném disku. Objevena byla v roce 2003 a pojmenována podle Eridy, řecké bohyně sváru. Eris má měsíc, který byl objeven na podzim roku 2005 a jmenuje se Dysnomia.

## Komety

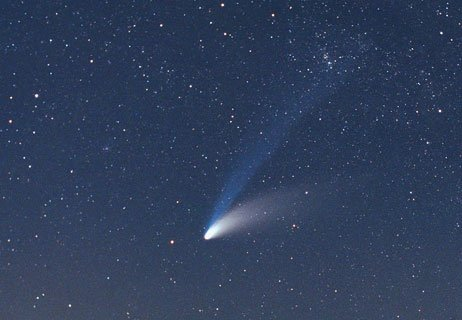
Kometa Hale Bopp

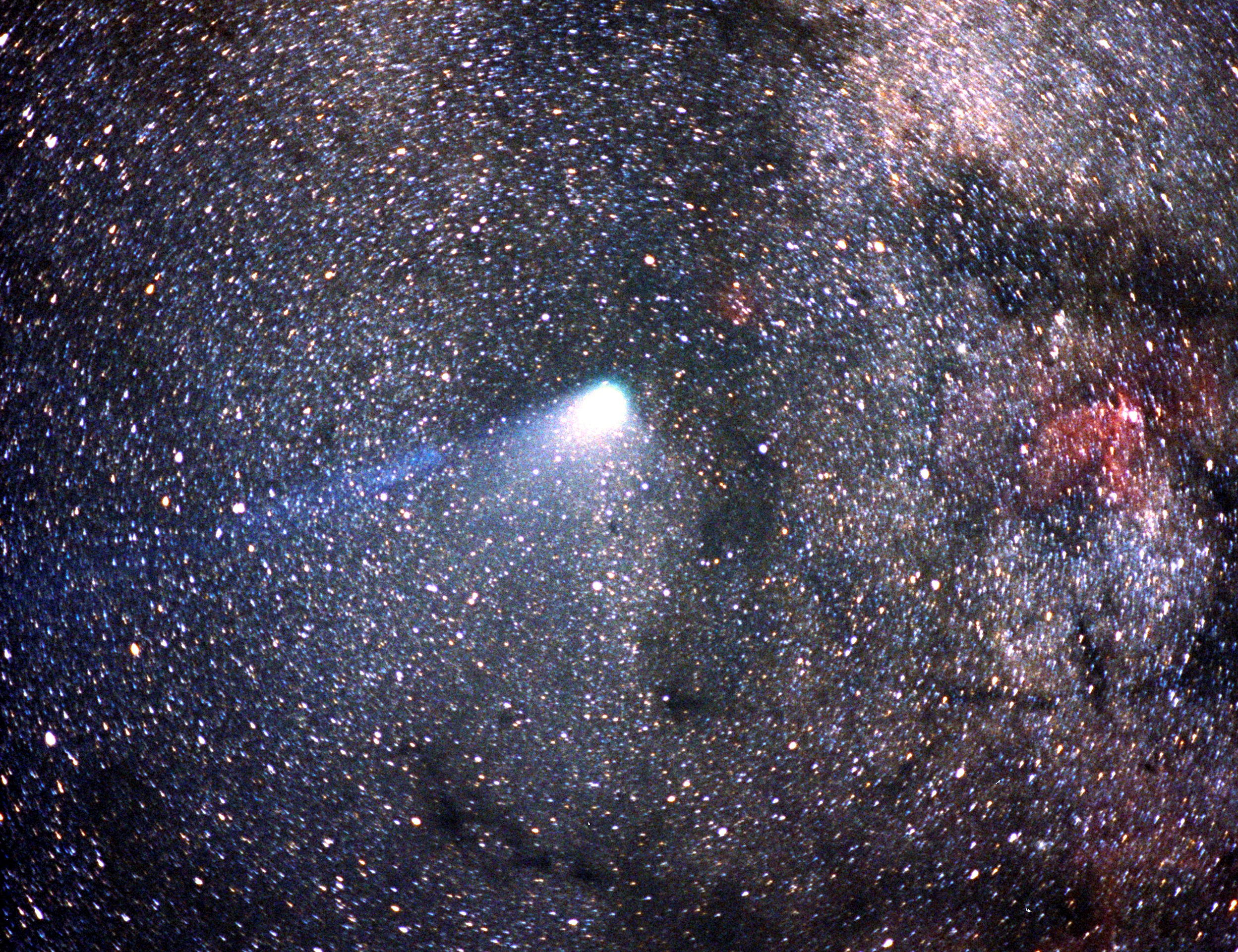
Halleyova kometa

Kometa je malé těleso sluneční soustavy podobné planetce, složené především z ledu a prachu a obíhající většinou po velice výstředné (excentrické) dráze kolem Slunce. Komety jsou známé pro své nápadné ohony. Naprostá většina komet se po většinu času zdržuje daleko za oběžnou dráhou Pluta, odkud občas přilétne do vnitřních částí sluneční soustavy. Velmi často jsou popisované jako „špinavé sněhové koule“ – z velké části je tvoří zmrzlý oxid uhličitý, metan a voda smíchaná s prachem a různými nerostnými látkami.
V závislosti na gravitační interakci komety s planetami se dráha komet může změnit z eliptické na hyperbolickou (a definitivně opustit sluneční soustavu) nebo na méně výstřednou. Například Jupiter je známý tím, že mění dráhy komet a zachycuje je na krátkých oběžných dráhách. Proto existují i komety, které se ke Slunci vrací pravidelně a často. Mezi ně patří například Halleyova, Hale-Boppova nebo Kohoutkova kometa. Často v tomto smyslu znamená jednou za několik let až staletí.

## Části sluneční soustavy

### Hlavní pás

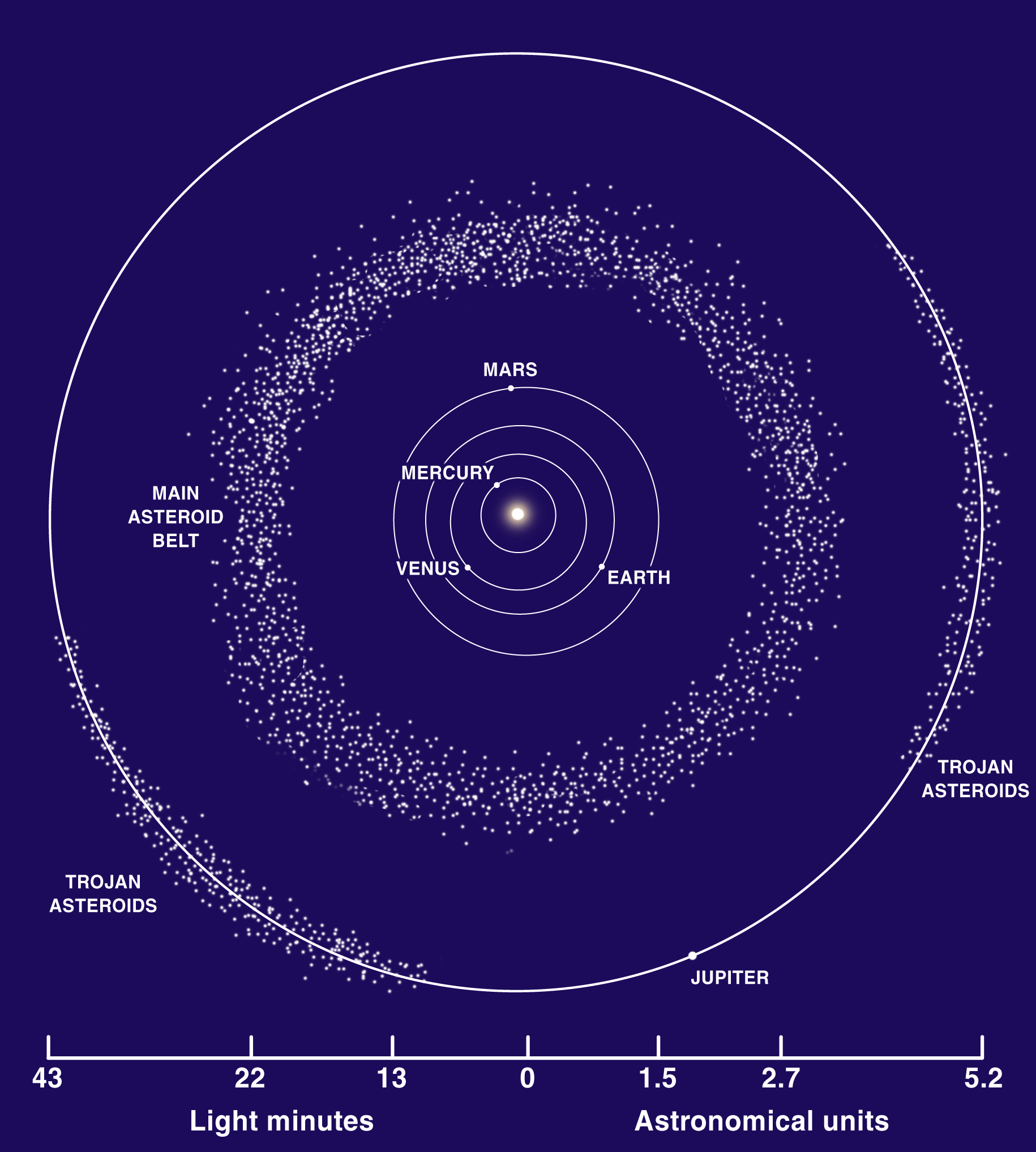
Hlavní pás asteroidů

Hlavní pás asteroidů je soustava planetek, které obíhají v prostoru mezi drahami Marsu a Jupiteru, zhruba ve vzdálenostech od 2 AU do 4 AU. Z větší části se vytvořily z protoplanetárního disku v oblasti, kde se v  důsledku gravitačního vlivu Jupiteru nemohlo vytvořit jediné velké těleso. Mnohé vznikly dodatečně rozpadem původně vzniklých těles při jejich vzájemných srážkách.
V roce 2006 bylo známo přes 300 000 těles v této oblasti.

### Kuiperův pás

Oběžné dráhy těles v Kuiperově pásu

Kuiperův pás je oblast ve sluneční soustavě, která se nachází za dráhou Neptunu ve vzdálenosti 30 až 50 AU od Slunce. Předpokládá se, že je složen z několika desítek tisíc těles větších než 100 km a řádově miliardy objektů větších než 1 km. Obsahuje tak absolutně nejvíce všech těles sluneční soustavy. Pojmenován je po Gerardu Kuiperovi, který v roce 1951 navrhl teorii o původu některých komet v bližší oblasti než Oortův oblak.

### Rozptýlený a oddělený disk
Rozptýlený disk je vzdálená oblast sluneční soustavy, která je řídce osídlena ledovými planetkami, označovanými jako objekty rozptýleného disku. Tyto objekty jsou podskupinou širší skupiny transneptunických těles (TNO). Výstřednost oběžných drah těles rozptýleného disku dosahuje až hodnoty 0,8 a sklon k rovině ekliptiky až 40°. Jejich perihélium je větší než 30 astronomických jednotek (AU). Extrémní oběžné dráhy jsou zřejmě výsledkem rozptýlení těchto těles způsobeném gravitačním vlivem plynných obrů a stále je svou gravitací narušuje planeta Neptun.
Některá transneptunická tělesa se však ani při svém největším přiblížení Slunci nedostávají do gravitačního vlivu vnějších planet, a jejich dráhy tak zůstávají nerušeny. Jako takové se tedy jeví být ve sluneční soustavě „oddělené“. Tato skupina objektů tedy bývá označována jako oddělený disk. Mezi populacemi rozptýleného a odděleného disku však nejsou žádné pevné hranice.

### Heliopauza
Heliopauza je oblast (rozhraní), kde přestává působit sluneční vítr. Podle současných poznatků vane sluneční vítr neztenčenou intenzitou asi do vzdálenosti 95 AU. Pak se ve větší míře střetává s mezihvězdným médiem, zpomaluje se a mění se v chuchvalce, které vypadají a chovají se spíše jako ohony komet. Tyto chuchvalce mohou zasahovat do vzdálenosti dalších přibližně 40 AU, pokud sluneční vítr vane proti směru proudění mezihvězdného média. V opačném směru to může být několikrát více.

### Oortův oblak

Schematické znázornění Oortova oblaku (v hlavním obrázku)

Oortův oblak je řídká kulovitá obálka kolem naší sluneční soustavy. Nachází se daleko za Kuiperovým pásem, přibližně 50 000 až 100 000 AU od Slunce. Jde o pozůstatek prapůvodní planetární mlhoviny, ze které naše sluneční soustava vznikla. Skládá se z bilionů komet, z nichž některé pravděpodobně vlivem gravitace jiných těles změnily během minulých miliard let svou dráhu směrem k Slunci.
Oortův oblak nese svůj název po nizozemském astronomovi Janu Oortovi, který hypotézu o jeho existenci poprvé zveřejnil v roce 1950. Jeho existence nebyla dosud prokázána, ale většina astronomů jej považuje za reálný.

### Hranice sluneční soustavy
Není známo, že by se v oblasti za Oortovým oblakem nacházela další tělesa patřící do naší sluneční soustavy. To však neznamená, že zde nemohou být, protože gravitační působení Slunce sahá až do vzdálenosti asi 2 světelných let (125 000 AU), což je více než odhadovaný průměr Oortova oblaku. Lidstvo však zatím nemá nástroje pro podrobnější průzkum této oblasti.